# Maurer László
Maurer László (Lad, 1950. március 9. –) magyar  bajnok labdarúgó, hátvéd.

## Pályafutása
A Pécsi Dózsában kezdett futballozni 1962-ben. Szerepelt a magyar ifi válogatottban is. Az élvonalban 1970. május 30-án a Ferencváros ellen mutatkozott be, ahol csapata 1–0-ra kikapott. 1970 és 1971 között 33 bajnoki mérkőzésen szerepelt és két gólt szerzett. Az 1971–72-es idényre az Újpesti Dózsa csapatába igazolt. A bajnokcsapat meghatározó játékosa volt: 28 alkalommal játszott és két gólt szerzett. 1973 és 1976 között ismét Pécsett szerepelt. Utolsó bajnoki mérkőzésen a Tatabányai Bányász ellen csereként lépett pályára és 2–1-re kikapott csapata. 1976 nyarán a Szigetvár játékosa lett.

## Sikerei, díjai
- Magyar bajnokság
  - bajnok: 1971–72